# Modlitba pro Kateřinu Horovitzovou
Modlitba pro Kateřinu Horovitzovou je psychologická novela, kterou český židovský spisovatel a publicista Arnošt Lustig napsal během 12 dní. Vychází ze skutečných událostí. Kniha byla publikována roku 1964.

## Historické reálie
Lustigova novela je inspirována skutečnými událostmi. Roku 1943 zajali Němci na Sicílii skupinu židovských podnikatelů a pod záminkou, že je vymění za své zajaté důstojníky, od nich získali veškerý jejich majetek a jako nepotřebné je pak zabili. U postavy Kateřiny Horovitzové, která při cestě do plynové komory zabije německého důstojníka, se Lustig inspiroval osudem skutečné dívky. Tou byla polská herečka Franceska Mann, která stejně jako Kateřina vytrhla německému důstojníkovi (SS-Oberscharführer Josef Schillinger) zbraň a zastřelila ho, čímž sice unikla smrtícímu plynu, ale byla zastřelena. Lustig obě na sobě nezávislé události zakomponoval do své novely.

## Děj
Novela líčí tragický osud skupiny židovských boháčů, kteří se zachránili před německým nacismem útěkem do USA, ale posléze (roku 1943) se vrátili do Itálie a padli do rukou nacistů. Následně byli převezeni do zajateckého tábora. Tam se jich ujímá důstojník SS, Němec Bedřich Brenske, jehož úkolem je vymámit od Židů peníze, které mají uložené na švýcarských kontech. Bedřich Brenske jim tedy přislíbí deportaci do USA, tedy záchranu života. Mluvčím celé skupiny se stane obchodník Herman Cohen, jenž se slituje nad mladou, krásnou, polskou židovkou Kateřinou Horovitzovou, která je s rodinou (rodiče, dědeček a šest Kateřininých sester) transportována do koncentračního tábora v Osvětimi. Kateřina se tedy díky Cohenovi připojí k obchodníkům a má být spolu s nimi deportována do Ameriky, ale obchodníky stála její záchrana sto tisíc franků.
Brenske skupině sděluje, že budou vyměněni za zajaté německé důstojníky, všichni nastupují do vlaku a jedou směrem na Hamburk, kde na ně má čekat loď Deutschland. Cestou z nich Brenske pod nejrůznějšími záminkami vyloudí mnoho peněz. Někteří začínají tušit, že se svobody nedočkají a že jde o podvod. Obchodník Rappaport-Lieben se vzepře a je zastřelen. Pokyn nenápadně vydá sám Brenske, ale ostatním, otřeseným obchodníkům událost lživě vyloží jako politováníhodné nedorozumění zapříčiněné přílišnou horlivostí a nedůtklivostí stráží.
Kateřina nemá americký cestovní pas, ale získá ho tím, že se provdá za Cohena. Jsou oddáni v táboře polským židovským rabínem Dajemem z Lodže. Židé však musí za všechno zaplatit. Brenske z nich postupně vymámí veškeré jejich peníze. Po návratu do tábora se kvůli údajné hygieně všichni Židé musí svléknout a jít do očistné místnosti kvůli dezinfekci, kterou prý vyžaduje druhá strana. Teď ovšem už téměř všichni vědí, že nastal jejich konec. Vědí, že ve skutečnosti půjdou do plynové komory. Kateřině je přikázáno, aby nahá tančila před německým vojákem, ona mu ale hbitě sebere zbraň a dva vojáky zastřelí. Brenske se vrací a vzniklou situaci vyřeší tím, že přikáže Kateřinu i ostatní obchodníky zahnat do komory a tam postřílet.

## Hlavní postavy
- Kateřina Horovitzová – v novele se jí nedostává sice největšího prostoru, její postava má ale výraznou symbolickou funkci, zastupuje ‚‚ženský princip‘‘ a spojuje ho s příslušnými mýty, zejména biblickými
- Bedřich Brenske – vlídně se tvářící nacistický důstojník, demagog a manipulátor
- Herman Cohen – mluvčí skupiny zajatých bohatých židů
- krejčí a rabín Dajem – pro rozvíjení děje důležitá dvojice židovských postav, jež se objevuje ve zlomových okamžicích a pomáhá čtenáři předvídat události a přisuzovat jim správný význam

## Jiná zpracování příběhu v literatuře
Stejnou událostí se v povídce Schillingerova smrt inspiroval polský spisovatel a osvětimský vězeň Tadeusz Borowski. Povídka ze sbírky Kamienny świat (Kamenný svět) z roku 1947 byla v českém překladu publikována v knize Rozloučení s Marii (1987).

## Filmová adaptace
Roku 1965 byl natočen československý televizní film Modlitba pro Kateřinu Horovitzovou (režie: Antonín Moskalyk, hrají: Jiří Adamíra, Martin Růžek, Lenka Fišerová, Vladimír Ráž, Čestmír Řanda, Miloš Nedbal, Jiří Bruder, Felix Le Breux, Ilja Prachař, Vladimír Hlavatý, Otto Šimánek, Antonín Molčík, hudba: Luboš Fišer).

## Divadelní adaptace
Divadelní adaptace Lustigova románu měla premiéru 13. června 2012 v pražském Divadle pod Palmovkou, 13. července 2012 se uskutečnila premiéra verze upravené pro speciální divadelní vlak, který vyrazil do 14 krajských měst ČR a ve dnech 22. srpna – 26. srpna 2012 také do Krakova a Osvětimi.